# 桶 (单位)
桶是在石油与啤酒等行业常用的容积单位，而且根据计量对象而有所不同。
常见的“桶”有以下标准：
1. 在原油或石油相关产品中，一石油桶相当于158.9873公升，即42美加仑或34.9723英制加仑。
2. 在啤酒计量上，一英制啤酒桶相当于163.7公升（36英制加仑），一美制啤酒桶相当于117.3公升（31美制加仑）。
3. 在啤酒以外的液体计量上，一桶相当于119.2公升（31.5美制加仑）。
4. 在干货计量上，一桶相当于115.6公升（105干货夸脱）。
5. 在非洲部分地区，一索马里水桶相当于200公升，用于水或者柴油计量。
6. 在普洱茶餅的計量上，一桶通常為7餅。

## 石油桶
石油桶是美国在原油和相关石油产品的计量中最常用的交易单位。历史上它曾经就是标准规格的油桶的大小（42美制加仑），但是现在国际上实际使用中的钢制油桶容量是55美制加侖（46英制加侖；210公升），称为“55加仑桶”。不过由于美国的石油交易始终以原42美制加仑为单位，石油桶的概念到现在仍然为人们熟知和使用。
2008年1月2日，每桶原油的交易价格首次打破100美元大关，成为世界新闻。
2020年4月20日，每桶原油的期貨交易价格首次跌破0美元。